# جون ستراود
جون ستراود (بالإنجليزية: John Stroud)‏ مواليد 29 أكتوبر 1957 في نيو ألباني، هو لاعب كرة سلة أمريكي سابق. بدأ مسيرته الاحترافية في سنة 1980. تم اختياره من قبل فريق هيوستن روكتس خلال الدرافت. حمل الرقم 42. يبلغ طوله 6 قدم 7 بوصة (2.0 م). اعتزل اللعب في 1981.

## روابط خارجية
- جون ستراود على موقع إن بي أي (الإنجليزية)
- جون ستراود على موقع سبورتس رفرنس (الإنجليزية)
- جون ستراود على موقع كلية كرة السلة في سبورتس رفرنس.كوم (الإنجليزية)
- جون ستراود على موقع ريلجم (الإنجليزية)
- جون ستراود على موقع بروبوليرز (الإنجليزية)